# Otto Peterson
Otto Peterson, född 9 april 1999, är en svensk fotbollsspelare. Hans farfar, Lars Peterson, spelade för Örgryte IS i Allsvenskan på 1970-talet.

## Karriär
Peterson började spela fotboll i Örgryte IS som sjuåring. Den 9 november 2018 skrev han på ett ettårskontrakt med option på ytterligare två år med A-laget. Dagen efter gjorde Peterson sin Superettan-debut i en 4–0-vinst över Landskrona BoIS, där han blev inbytt i den 81:a minuten mot Hannes Sahlin.
Hösten 2019 lånades Peterson ut till division 2-klubben Torslanda IK. I december 2019 förlängde han sitt kontrakt i Örgryte IS med ett år. Den 31 juli 2020 lånades Peterson ut till Västra Frölunda IF på ett låneavtal över resten av säsongen. I januari 2021 värvades Peterson av Lindome GIF.